# Клан Росс

Емблема (хрест) клану Росс.

Герб вождів клану Росс.

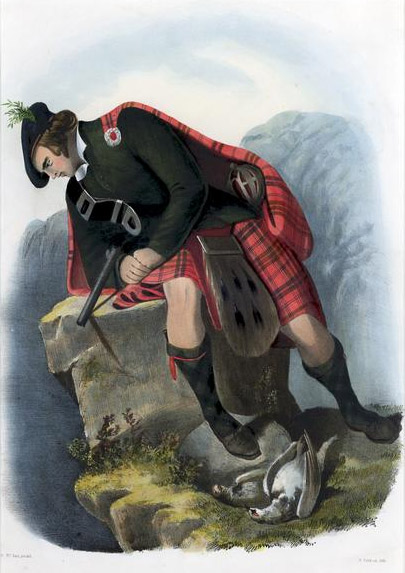
Чоловік з клану Росс у традиційному одязі. Малюнок художника Р. Р. МакЯна 1845 року.

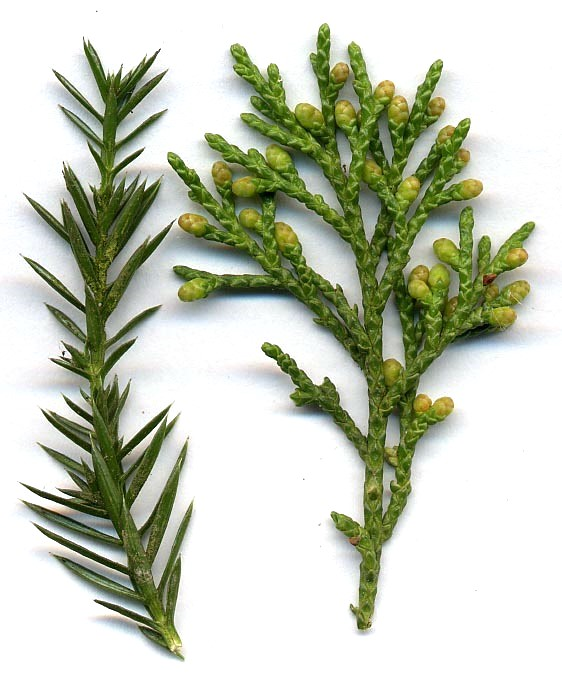
Ялівець – символ клану Росс.

Клан Росс – (шотл. - Clan Ross) – один з гірських кланів Шотландії. 

## Історія клану Росс

### Походження
Перший відомий в історії вождь клану Росс був Ферхер мак ан Тсагірт (гельск. - Fearcher Mac an T'sagirt) – його ім'я означало «син священика», натякаючи на те, що він походить з кнану О’Беолан (гельск. - O'Beolan) і походить від спадкових настоятелів Апплекросс (гельск. – Applecross). Ферхар допоміг королю Олександру II Шотландському (1214 – 1249) розгромити повстання Дональда Бейна і усунути конкурента короля на шотландський трон. Ферхар був посвячений у лицарі королем і в 1234 році він був офіційно був визнаний графом Росс.
Син Графа – Вільям був викрадений приблизно в 1250 році під час повстання проти панування Графа. Однак він був врятований кланом Манро, що був нагороджений за це землями.  

### XIV століття – війна за незалежність Шотландії
Під час воєн за незалежність Шотландії клан Росс воював проти англійців в битві при Данбар (1296), де вождь клану – граф Росс був захоплений в полон. Це означало, що за короткий час Вілем II – граф Росс став на бік англійців, але він пізніше повстав проти англійців, підтримав Роберта Брюса – майбутнього короля Шотландії. Клан Росс боровся разом з королем Робертом Брюсом за свободу Шотландії, коли внук ерла (графа) Ферхара Вільяма очолив клан у війні проти англійців, брав участь в битві при Баннокберні в 1314 році. Ед (Аод) – граф Росс (Х'ю - V граф Росс), був убитий в битві при Халідон Хілл в 1333 році. 

### XV століття – війни кланів
Вілем III (шотл. - Uilleam III) – граф Росс (Вільям, VI граф Росс) помер не маючи синів. Графство Росс і верховенство в клані Росс потім розділили. Верховенство в клані Росс успадкувалося від графа Вільяма брату Х'ю Росс з Раріхес (шотл. – Rariches) (першому з Балнагаун - Balnagown). Йому був наданий документ на володіння землями в 1374 році  для земель Балнагаун.
Графство Росс спадкувалось по жіночій лінії, і це пізніше призвело до суперечки між двома суперниками претендентами – Лордом Островів і герцогом Олбані. Як наслідок конфлікту – війна і битва під Харлоу у 1411 році, де клан Росс боровся як гірський клан на підтримку Лорда Островів проти армії кланів шотландських рівнин, які підтримували герцога Олбані.
Клан Росс взяв участь у битві при Вернеул в 1424 році, проти англійців у Франції. Після смерті графа Бьюкен і Росс, в цьому бою, графство Росс стало власністю корони. Король Яків I після повернення з свого довгого полону в Англії, повернув його матері Олександра МакДональда – Лорда Островів. 
У 1496 король Шотландії викликав вождів кланів – Девіда Росса та Ай Роя МакКей. Він наказав їм, щоб вини постали перед графом Аргайл, який у той час був лорд-канцлером Шотландії та уклали між собою мир, і якщо вони не будуть дотримуватись миру, то мусять заплатити штраф 500 мерків. Але клан МакКей продовжував здійснювати набіги на землі клану Росс, влада короля була заслабкою, щоб це зупинити. Але незабаром клан МакКей почав здійснювати набіги на землі клану Сазерленд і припинив набіги на землі клану Росс. 

### XVI століття – англо-шотландські війни
Під час англо-шотландської війни Джон Росс ,ІІ лорд Росс Халкхед загинув, коли вів свої загони проти англійців на битву під Флодден, що відбулась 9 вересня 1513 року. Війна йшла в графстві Нортумберленд, на півночі Англії, шотландську армію очолював король Яків IV, англійську армію - Томас Говард, граф Суррей. Війна закінчилася у тяжкою поразкою шотландців. 
Вождь клану Росс – Олександр Росс, ІХ граф Балнагаун (з 1592 року) ввійшов в історію як людина насильства, абсолютно безпринципний, вождь що здійснював набіги на землі інших кланів, зневажав закон. Незабаром він був схоплений і ув’язнений в замку Танталлон (гельск. – Tantallon). Пізніше він був звільнений за умови, що він буде жити мирно, але він цього не зробив. Його син Джордж отримав дозвіл діяти вогнем і мечем проти власного батька, але Олександр не міг цього зробити.  Олександр помер в 1592 році. 

### XVII століття – громадянська війна на Британських островах
Джордж Х граф Балнагован отримав освіту в Університеті Святого Андрія, він став першим вождем клану Росс, що отримав університетську освіту. Але він став порушувати закон ставши вождем клану Росс, коли його батько батько помер в 1615 році. Його син Девід XI граф Балнагован був більше законослухняним вождем, ніж його батько і дід. Девід помер у 1632 році і його син, також названий Девід, став його наступником. 
Девід Росс XII граф Балнагован підписав Національний пакт по Інвернесс 26 квітня 1638 року. Пізніше він приєднався до роялістів на короткий час, потім він став ковенантером  і був присутній при поразці Джеймса Грема – І маркіза Монтроза в битві під Карбісдейл у 1650 році. Клан Росс і клан Манро воював то на стороні шотландського уряду, то під прапорами герцога Аргайл. Вони розгромили роялістів на чолі з Джеймсом Гремом – І  маркізом Монтроз. Девід Росс XII граф Балнагован пізніше привів деяких шотландські клани на битву під Вустером 3 вересня 1651 року, де він був узятий в полон і кинутий у в'язницю в лондонський Тауер. Він, як кажуть, помер там у 1653 році і був похований у Вестмінстері. Люди з клану Росс, які були взяті в полон, згодом були відправлені в колонії Массачусетса як прислуга.
У 1689 році 100 чоловік з клану Росс захоплюють замок Леод, щоб контролювати пересування військ повстанців-якобітів з клану МакКензі. 

### XVIII століття – повстання якобітів
У 1715 році спалахує чергове повстання якобітів в боротьбі за незалежність Шотландії. Клан Росс клану разом зі своїми союзниками – кланами Манро, МакКей, Сазерленд не підтримали повстання і спробували виступити на боці урядових сил, але були змушені відступити від тиском якобітів. Якобіти були на чолі з Вільямом Маккензі – V графом Сефорт, вождем клану МакКензі.
Під час повстання між кланами з новою силою спалахнула ворожнеча. У 1719 році люди з клану Росс боролися на боці уряду проти якобітів у битві під Глен Шіл. Якобіти, в тому числі МакКензі зазнали поразки. 
У 1721 році невеликий загін клану  Росс, очолюваний вождем Вільямом Россом - VI вождем гілки Піткалні та його братом Робертом пішли в похід на землі клану МакКензі. Вони зазнали поразки від набагато більш чисельних сил клану МакКензі під Глен Аффрік. 
Полковник Чарльз - XIII лорд Росс Хавкхед і XV граф Балнагован був убитий в 1745 році в результаті чого деякі люди клану в битві при Фонтенуа в боротьбі проти французів. 
У 1745 році спалахнуло нове повстання якобітів. Повстання охопило також і графство Росс. Вождем в клані Росс тоді був Олександр Росс Піткалні – XVIII вождь клану. Він був переконаним протестантом, але більш терпимим до якобітів, ніж його батько. Крім того, дядько Олександра - Дункан Форбс, був лордом суду при дворі короля Георга II - уряду Великої Британії в Лондоні. Дункан Форбс та Олександр Росс вели війну опираючись на замок Інвернесс проти якобітів.
Клан МакФаркухар привів привів сильний контингент якобітів з Чорного Острова, щоб приєднатися до сил графа Кромарті і бунтар Джон Росс приєднався до них.  Ці сили взяли участь у битві під Куллоден у 1746 році. Після поразки повстанців Джон Росс втік до клану Сазерленд. Але інші люди з клану Росс у цій війні підтримали уряд. 
Верховенство в клані Росс переходить до Росс з Піткалні, спадкоємцем став Девід, що був останнім з прямої лінії Балнагован. Сер Джон – V баронет прийняв ім'я Росс, а потім, багато маєтків в 1762 році були продані. 
Нині більшість замків і маєтків не належать людям з клану Росс. 
Нинішній вождь клану живе в Пертіширі. Його син, Х'ю живе в Абердині з сім'єю: Дженніфер, Калум і Катріона Росс.